# 1982年12月30日月食
1982年12月30日月食为一次在协调世界时1982年12月30日出現的月全食。該次月食半影食分為2.180、全影食分為1.188。偏食維持了98分，全食維持31分。

## 概述
這次月食的食分是6.61，偏食維持了98分，全食維持31分。

## 基本參數
- 類型：月全食
- 食甚資料：
  - 日期：1982年12月30日
  - 時間：11:29
  - 月球位置：赤經6.61度、赤緯23.6度
  - 食分：半影食分：2.180、全影食分：1.188
  - 持續時間：偏食98分、全食31分

## 外部連結
- NASA月食專頁（页面存档备份，存于）（英文）